# راي كاري
راي كاري (بالإنجليزية: Ray Carey)‏ هو سباح أمريكي، ولد في 1 يونيو 1973.

## وصلات خارجية
- راي كاري على موقع الاتحاد الدولي للسباحة (الإنجليزية)
- راي كاري على موقع أوليمبيديا (الإنجليزية)